# Judit Forgács
Judit Forgács, född den 25 maj 1959 är en ungersk före detta friidrottare som tävlade i kortdistanslöpning främst 400 meter.
Forgács främsta meriter har båda kommit inomhus vid både VM 1987 och EM 1990 blev hon bronsmedaljör. Hon var även i två VM-semifinaler, både 1983 och 1987 och slutade sjua båda gångerna och tog sig därmed inte vidare till finalen.

## Personliga rekord
- 400 meter - 52,18 från 1983